# Lista partidelor politice din Serbia
Acest articol listează partidele politice din Serbia.
Sistemul din Serbia este format din mai multe partide, în care cele mai multe dintre ele nu dețin singure puterea, iar partidele trebuie să colaboreze pentru a forma coaliția.

## Moderne

### Partide politice
| Nume                                     | Numele original                                                                | Abr.      | Președinte          | Scaune | Grup parlament   | Ran on ballot of (in coalition) | Afiliere etnică sau regională | Fondare   |
| ---------------------------------------- | ------------------------------------------------------------------------------ | --------- | ------------------- | ------ | ---------------- | ------------------------------- | ----------------------------- | --------- |
| Alliance of Vojvodina Hungarians         | Vajdasági Magyar Szövetség Savez vojvođanskih Mađara                           | VMSZ SVM  | István Pásztor      | 4      | SVM - LZS - KAPD | MK                              | Hungarian Vojvodina           | 1994/1995 |
| Bosniak Democratic Party of Sandžak      | Bošnjačka demokratska stranka Sandžaka                                         | BDSS      | Esad Džudžević      | 1      | SVM - LZS - KAPD | LZS                             | Bosniak Sandžak               | 1995      |
| Christian Democratic Party of Serbia     | Demohrišćanska stranka Srbije                                                  | DHSS      | Vladan Batić        | 1      | LDP              | LDP                             | None                          | 1997      |
| Democratic League of Croats in Vojvodina | Demokratski Savez Hrvata u Vojvodini                                           | DSHV      | Petar Kuntić        | 1      | ZES              | ZES                             | Croatian                      | 1990      |
| Democratic Party                         | Demokratska stranka                                                            | DS        | Boris Tadić         | 64     | ZES              | ZES                             | None                          | 1990      |
| Democratic Party of Serbia               | Demokratska stranka Srbije                                                     | DSS       | Vojislav Koštunica  | 21     | DSS              | DSS - NS                        | None                          | 1992      |
| G17 Plus                                 | G17 plus                                                                       | G17+      | Mlađan Dinkić       | 21     | G17+             | ZES                             | None                          | 1997/2002 |
| League of Social Democrats of Vojvodina  | Liga socijaldemokrata Vojvodine                                                | LSV       | Nenad Čanak         | 5      | ZES              | ZES                             | Vojvodina                     | 1990      |
| Liberal Democratic Party                 | Liberalno demokratska partija                                                  | LDP       | Čedomir Jovanović   | 10     | LDP              | Own                             | None                          | 2005      |
| New Serbia                               | Nova Srbija                                                                    | NS        | Velimir Ilić        | 9      | NS               | DSS - NS                        | None                          | 1998      |
| Party for Democratic Action              | Partia për bashkimin demokratik të shqiptarve Partija za demokratsko delovanje | PBDSh PDD | Riza Halimi         | 1      | SVM - LZS - KAPD | KAPD                            | Albanian Preševo Valley       | 1990      |
| Party of United Pensioners of Serbia     | Partija ujedinjenih penzionera Srbije                                          | PUPS      | Jovan Krkobabić     | 5      | PUPS             | SPS - PUPS - JS                 | None                          | 2005      |
| Sandžak Democratic Party                 | Sandžačka demokratska partija                                                  | SDP       | Rasim Ljajić        | 4      | ZES              | ZES                             | Sandžak                       | 1993      |
| Serbian Progressive Party                | Srpska napredna stranka                                                        | SNS       | Tomislav Nikolić    | 20     | NS               | SRS                             | None                          | 2008      |
| Serbian Renewal Movement                 | Srpski pokret obnove                                                           | SPO       | Vuk Drašković       | 4      | ZES              | ZES                             | None                          | 1990      |
| Serbian Radical Party                    | Srpska radikalna stranka                                                       | SRS       | Vojislav Šešelj     | 57     | SRS              | Own                             | None                          | 1991      |
| Social Democratic Union                  | Socijaldemokratska unija                                                       | SDU       | Žarko Korać         | 1      | LDP              | LDP                             | None                          | 1996      |
| Social-Liberal Party of Sandžak          | Socijalno-liberalna stranka Sandžaka                                           | SLSS      | Bajram Omeragić     | 1      | SVM - LZS - KAPD | LZS                             | Sandžak                       |           |
| Socialist Party of Serbia                | Socijalistička partija Srbije                                                  | SPS       | Ivica Dačić         | 12     | SPS - JS         | SPS - PUPS - JS                 | None                          | 1990      |
| Together for Kragujevac                  | Zajedno za Kragujevac                                                          | ZZK       | Veroljub Stevanović | 2      | G17+             | ZES                             | Šumadija                      | 2008      |
| United Serbia                            | Jedinstvena Srbija                                                             | JS        | Dragan Marković     | 3      | SPS - JS         | SPS - PUPS - JS                 | Šumadija                      | 2004      |

### Parties that have merged into other parliamentary parties
- Civic Alliance of Serbia (Građanski savez Srbije)
- Democratic Alternative (Demokratska alternativa)
- Democratic Center (Demokratski centar)
- People's Democratic Party (Narodna demokratska stranka)
- Serbian Democratic Party (Srpska demokratska stranka)
- Party of Serbian Unity (Stranka srpskog jedinstva)

### Parties without seats
- Democratic Fatherland Party (Demokratska stranka otadžbina)
- Liberals of Serbia (Liberali Srbije), formerly New Democracy (Nova demokratija)
- None of the above (Ниједан од понуђених одговора)
- People's Party (Narodna stranka)
- People's Peasant Party (Narodna seljačka stranka)
- Serbian Liberal Party (Srpska liberalna stranka)
- Serbian Strength Movement (Pokret Snaga Srbije)
- Social Democratic Party (Socijaldemokratska Partija)

### Vojvodina parties
- Also see: Politics of Vojvodina

Regionalist parties:
- League of Vojvodina Social Democrats (Liga socijaldemokrata Vojvodine), Regionalist socialdemocratic (has advocated Republic of Vojvodina within Federal Serbia)
- Reformists of Vojvodina (Reformisti Vojvodine), Regionalist socialdemocratic
- Vojvodina Coalition (Koalicija Vojvodina)
- Vojvodinian Movement (Vojvođanski pokret)
- Union of Socialists of Vojvodina (Unija socijalista Vojvodine)

Minority parties:
- Alliance of Vojvodina Hungarians (Savez vojvođanskih Mađara, Hungarian: Vajdasági Magyar Szövetség (VMSZ)), Regionalist minority ethnic party
- Democratic Fellowship of Vojvodina Hungarians (Demokratska zajednica vojvođanskih Mađara, Hungarian: Vajdasági Magyarok Demokratikus Közössége (VMDK))
- Democratic Party of Vojvodina Hungarians (Demokratska stranka vojvođanskih Mađara, Hungarian: Vajdasági Magyar Demokrata Párt (VMDP))
- Democratic Alliance of Croats in Vojvodina (Demokratski savez Hrvata u Vojvodini)

## Historical
- Serbian Progressive Party (Српска напредна странка)
- People's Radical Party (Народна радикална странка)
- Liberal Party (Либерална странка)
- Serbian Social Democratic Party (Srpska socijaldemokratska stranka)
- Independent Radical Party (Самостална радикална странка)